# Cefprozil
Cefprozil ist ein Cephalosporin-Antibiotikum der zweiten Generation. Der Wirkstoff behindert Bakterien beim Aufbau ihrer Zellwand. Verwendet wird es für die Behandlung von bakteriellen Infektionen. Cefprozil wird zur Behandlung von Pharyngitis, Tonsillitis, Ohrinfektionen, akuter Sinusitis, bakterieller Verschlimmerung chronischer Bronchitis sowie Haut- und Weichteilinfektionen eingesetzt. Es ist oral wirksam und kann etwa als Tablette oder flüssige Suspension gegeben werden. Ursprünglich 1983 entdeckt und 1992 zugelassen, wurde es von Bristol Myers Squibb unter dem Markennamen Cefzil in den USA bis 2010 verkauft, als die Markenversion eingestellt wurde. Es ist weiterhin in generischer Form von verschiedenen Unternehmen erhältlich.

## Nebenwirkungen
Obwohl häufig ein Kreuzallergie-Risiko von 10 % zwischen Cephalosporinen und Penicillinen angegeben wird, haben Studien gezeigt, dass für Cefprozil und mehrere andere Cephalosporine der zweiten Generation oder später kein erhöhtes Risiko für eine Kreuzallergie besteht.
Zu den häufigsten Nebenwirkungen gehören erhöhte Leberwerte (einschließlich AST und ALAT), Schwindel, Eosinophilie, Windelausschlag und Superinfektionen, genitaler Juckreiz, Vaginitis, Durchfall, Übelkeit, Erbrechen und Bauchschmerzen.

## Spektrum der bakteriellen Empfindlichkeit und Resistenz
Cefprozil ist nicht wirksam gegen die meisten Stämme von Bakterien der Gattungen oder Arten Enterobacter, Acinetobacter, Pseudomonas, Morganella morganii und  Bacteroides fragilis. Empfindlich gegenüber Cefprozil sind Salmonella spp. und Streptokokken, ebenso wie die meisten Stämme von Moraxella catarrhalis und Streptococcus pneumoniae.

## Synthese
Die Verdrängung des allylischen Chlorids in Zwischenprodukt (1) mit Triphenylphosphin führt zum Phosphoniumsalz (2). Diese Funktionalität wird anschließend in ihr Ylid umgewandelt. Die Kondensation mit Acetaldehyd ergibt das Vinyl-Derivat (3). Nach der Abspaltung von Schutzgruppen entsteht schließlich Cefprozil. Es liegt als ~ 90:10 (Z/E)-Isomerengemisch vor.

## Eigenschaften
Cefprozil hat drei fix konfigurierte Stereozentren. Aufgrund der Doppelbindung in der Seitenkette am C-3 existieren zwei cis-trans-Isomere. Arzneilich eingesetzt wird der Wirkstoff als Cefprozil-Monohydrat. Das Diastereoisomerengemisch in pharmazeutischer Qualität enthält 6 % bis 11 % des (E)-Isomers. Cefprozil-Monohydrat ist ein weißes oder gelbes, leicht hygroskopisches kristallines Pulver, das in  Wasser und Methanol schwer löslich und in Aceton praktisch unlöslich ist.
| Namen                     | Andere Namen                                                     | CAS-Nr.     | Chemspider | Wikidata  |
| ------------------------- | ---------------------------------------------------------------- | ----------- | ---------- | --------- |
| Cefprozil, wasserfrei     | Cefprozil                                                        | 92665-29-7  | 56685      | Q72516593 |
| (Z)-Cefprozil, wasserfrei | cis-Cefprozil, wasserfrei                                        | 121412-77-9 | 4447586    | Q27292357 |
| (E)-Cefprozil, wasserfrei | trans-Cefprozil, wasserfrei                                      | 92676-86-3  | 4444481    | Q3231623  |
| Cefprozil-Monohydrat      | Cefprozil-Monohydrat (EAB) Ceprozil (USP) Cefprozil-Hydrat (1:1) | 121123-17-9 | 8063315    | Q72516597 |
| (Z)-Cefprozil-Monohydrat  | cis-Cefprozil-Monohydrat (Z)-Cefprozil-Hydrat (1:1)              | 114876-72-1 | 8063315    | Q27256443 |
| (E)-Cefprozil-Monohydrat  | trans-Cefprozil-Monohydrat (E)-Cefprozil-Hydrat (1:1)            | 111900-24-4 | 4941253    | Q27256965 |